# Бурчуладзе, Паата Шалвович
Паата Шалвович Бурчуладзе (груз. პაატა შალვას ძე ბურჭულაძე; род. 12 февраля 1955) — советский и грузинский оперный певец (бас), политик. Народный артист Грузинской ССР (1985).

## Биография
После окончания средней школы поступил в Тбилисский политехнический институт, а также поступил на вечерний факультет Тбилисской консерватории.
В консерватории учился по классу О. Хелашвили, затем стажировался в Одесской консерватории, где его педагогом был Евгений Иванов, и у Джульетты Симионато (итал. Giulietta Simionato) в школе усовершенствования при театре «Ла Скала».
В 1982 году победил в вокальном конкурсе Международного конкурса имени П. И. Чайковского.
Выступал на сцене «Ковент-Гарден», пел вместе с Лучано Паваротти. Участвовал в Зальцбургском фестивале.
Каммерзенгер Штутгартской оперы.
Паата Бурчуладзе является послом доброй воли при Организации Объединённых Наций.
16 ноября 2021 года Паата Бурчуладзе объявил о начале голодовки с требованием доставить экс-президента Грузии Михаила Саакашвили из тюремной больницы в гражданскую клинику.

## Вокальные партии
- «Борис Годунов» М. П. Мусоргского — Борис Годунов[7]
- «Хованщина» М. П. Мусоргского — Досифей
- «Дон Карлос» Дж. Верди — король Филипп
- «Аттила» Дж. Верди — Аттила
- «Золотой петушок» Н. А. Римского-Корсакова — царь Додон
- «Макбет» Дж. Верди — Банко
- «Набукко» Дж. Верди — Захария (Ла Скала, 1987 год)

## Награды
1. Народный артист Грузинской ССР (1985)
2. Премия Ленинского комсомола (1987) — за высокое исполнительское мастерство
3. Орден Чести (15 апреля 1997 года)[8]
4. Почётный гражданин Тбилиси (2001)
5. Золотой орден Святого Георгия (21 января 2010 года, ГПЦ) [9][10]
6. Президентский орден Сияние (13 сентября 2010 года) [11]